# Idioma yorta yorta
Yorta Yorta (Yotayota) es un grupo de dialectos, o quizás un grupo de lenguas estrechamente relacionadas, habladas por el pueblo Yorta Yorta, de aborígenes australianos de la unión del río Goulburn y río Murray en la actual Victoria (Australia) del noreste. Dixon lo considera un idioma aislado.
Los clanes Yorta Yorta incluyen los Bangerang, Kailtheban, Wollithiga, Moira, Penrith, Ulupna, Kwat Kwat y Nguaria-iiliam-wurrung. El idioma también puede ser llamado Jotijota, Jodajoda, Joti-jota, Yodayod, Yoda-Yoda, Yoorta, Yota, Yoti Yoti, Yotta-Yotta, Youta; otros nombres son:  Arramouro, Boonegatha, Echuca, Gunbowerooranditchgoole, Gunbowers, Kwart Kwart, Unungun, Wol-lithiga ~ Woollathura.
El idioma yaliba yaliba de la tribu Pikkolaatpan es aproximadamente un 70% similar al dialecto de Bangerang, lo que sugiere que pueden ser idiomas estrechamente relacionados en lugar de dialectos.
Aunque el idioma se considera inactivo debido al contacto con los europeos y el traslado forzoso a las misiones, los Yorta Yorta han mantenido muchas palabras. Ha habido fuertes movimientos últimamente para revivir el idioma.
Dos mujeres Yorta Yorta, Lois Peeler y Sharon Atkinson, junto con la Dra. Heather Bowe de la Universidad de Monash, trabajaron durante varios años para compilar un registro completo de material de investigación, titulado Patrimonio lingüístico de Yorta Yorta. Este trabajo proporcionó un resumen de los registros escritos existentes, con referencia a los recursos hablados, e incluyó lecciones introductorias en Yorta Yorta, junto con diccionarios de inglés a Yorta Yorta y Yorta Yorta a inglés.

## Fonología

### Consonantes
|             | Labial | Dental | Alveolar | Palatal | Retrofleja | Velar |
| ----------- | ------ | ------ | -------- | ------- | ---------- | ----- |
| Oclusiva    | b      | d̪      | d        | ɟ       | (ɖ)        | ɡ     |
| Nasal       | m      | n̪      | n        | ɲ       | (ɳ)        | ŋ     |
| Lateral     |        |        | l        | (ʎ)     | (ɭ)        |       |
| Rótica      |        |        | ɾ~r      |         | (ɽ)        |       |
| Aproximante | w      |        |          | j       |            |       |

Una consonante lateral palatal o las siguientes consonantes retroflejas podrían haberse registrado potencialmente. Un sonido rótico alveolar podría haber sido un trino o un colgajo.

### Vocales
|         | Anterior | Central | Posterior |
| ------- | -------- | ------- | --------- |
| Cerrada | i        |         | u         |
| Media   | e        |         | o         |
| Abierta |          | a       |           |

## Música

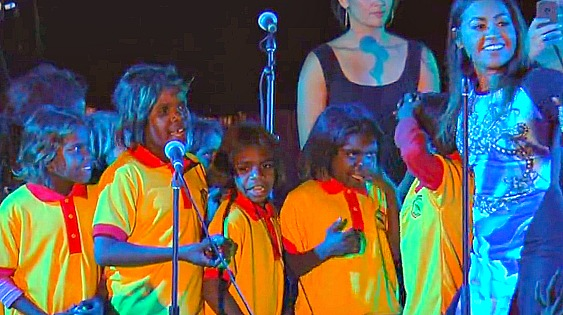
La cantante indígena de pop, R&B y soul Jessica Mauboy interpreta "Ngarra Burra Ferra" en el Festival Mbantua 2013 en Alice Springs, Territorio del Norte con estudiantes aborígenes australianos del estado de Yipirinya Escuela Primaria, de la que Mauboy es embajador oficial.

La canción «Ngarra Burra Ferra» cantada por la artista indígena Jessica Mauboy de la exitosa película de 2012 The Sapphires es una canción basada en el tradicional Aborígenes himno «Bura Fera». La canción está en el idioma Yorta Yorta y habla de la ayuda del Señor Dios para diezmar los ejércitos de un Faraón. El coro, Ngara burra ferra yumini yala yala, se traduce al inglés como «El Señor Dios ahogó a todos los ejércitos del Faraón, ¡aleluya!» Esta letra se basa en una canción antigua en la tradición judía conocida como la «Canción del mar» o «Canción de Miriam», ya que fue compuesta y cantada por Miriam, hermana mayor del profeta Moisés. Se puede encontrar en Éxodo 15, especialmente en el versículo 4, «Los carros de Faraón y su hueste arrojó al mar: sus capitanes escogidos también se ahogaron en el Mar Rojo». Las comunidades aborígenes de Victoria y del sur Nueva Gales del Sur pueden ser las únicas personas en el mundo que todavía cantan la pieza (en Yorta Yorta).